# Peculiar
Peculiar is een plaats (city) in de Amerikaanse staat Missouri, en valt bestuurlijk gezien onder Cass County.

## Demografie
Bij de volkstelling in 2000 werd het aantal inwoners vastgesteld op 2604.
In 2006 is het aantal inwoners door het United States Census Bureau geschat op 4247, een stijging van 1643 (63,1%).

## Geografie
Volgens het United States Census Bureau beslaat de plaats een oppervlakte van
9,2 km², waarvan 9,1 km² land en 0,1 km² water. Peculiar ligt op ongeveer 302 m boven zeeniveau.

## Plaatsen in de nabije omgeving
De onderstaande figuur toont nabijgelegen plaatsen in een straal van 16 km rond Peculiar.